# Feu (album)
Pour les articles homonymes, voir Feu (homonymie).
Albums de Nekfeu
Cyborg
(2016)
Singles
1. Égérie
Sortie : 3 avril 2015
2. On verra
Sortie : 12 mai 2015
3. Nique les clones, Pt. II
Sortie : 28 mai 2015
4. Tempête
Sortie : 1er juin 2015
5. Ma dope
Sortie : 8 septembre 2015
6. 7:77 AM
Sortie : 7 novembre 2015
7. Plume
Sortie : 13 novembre 2015

Feu est le premier album solo du rappeur français Nekfeu sorti le 8 juin 2015 sur les labels Seine Zoo, Polydor et Universal.

## Genèse
Sorti le 8 juin 2015, son album est rapidement en rupture de stock. Son concert de promotion prévu ce soir là à la Fnac de Paris doit être annulé car la foule est trop importante.
À la suite du succès de l'album, Nekfeu décide de sortir une réédition de Feu, comportant 8 inédits, prévue pour le 4 décembre 2015. Elle sort donc le même jour que plusieurs autres albums d'artistes poids lourds du rap français, à savoir l'album Nero Nemesis de Booba, l'album Le Rohff Game de Rohff et l'album My World de Jul (ainsi que le projet Carribean Dandee de JoeyStarr, qui passera quasiment inaperçu dans cette confrontation).

## Composition et production
L'album contient plusieurs références littéraires : trois titres explicitent cette idée, ils empruntent leur nom à des ouvrages (Martin Eden de Jack London, Le Horla de Guy de Maupassant, Risibles Amours de Milan Kundera) ; il fait également référence à Demande à la poussière de John Fante, Émile Zola ou encore Michel Houellebecq.
Le morceau Risibles amours dure plus de 8 minutes car il contient un morceau caché : Des Astres, produit par le beatmaker de son groupe 1995, Hologram Lo'.

## Promotion
Le premier extrait de l'album est le clip Égérie, sorti le 3 avril 2015. Le 12 mai, il dévoile le clip On verra, qui connaîtra un succès important auprès du public, atteignant 10 millions de vues sur YouTube en un mois. Puis le 28 mai, il sort le single Nique les clones, Pt. II. Le troisième clip s'intitule Tempête, et sort le 1er juin.
Après la sortie de l'album, Nekfeu sort d'autres clips extraits du projet : le clip du morceau Martin Eden le 19 juin, celui du morceau Ma dope le 8 septembre et celui du morceau Mon âme avec Sneazzy le 20 novembre.
Pour la réédition de Feu, il dévoile d'abord le clip 7:77 AM le 7 novembre. Quelques jours après, le 13 novembre, il sort le single Plume. Après la sortie de la réédition, il sort les clips des morceaux Le bruit de ma ville le jour de la sortie du projet, le 4 décembre, Question d'honneur le 11 décembre, Plume le 20 janvier 2016 et Mal-aimé le 3 mars.
Nekfeu avait également tourné le clip du morceau Reuf en collaboration avec Ed Sheeran, mais le clip ne verra jamais le jour, à la suite de problèmes techniques. En échange, il dévoile un clip remix Version Five du morceau Reuf le 18 mars. Il dévoile son dernier clip le 13 avril, celui du morceau Princesse.

## Clips vidéo
Clips de Feu :
- Égérie, premier single de l'album, dévoilé le 3 avril 2015[6].
- On verra, dévoilé le 12 mai 2015[7].
- Tempête, dévoilé le 1er juin 2015[10].
- Martin Eden, dévoilé le 19 juin 2015[11].
- Ma dope, dévoilé le 8 septembre 2015[12].
- Mon âme, dévoilé le 20 novembre 2015[13].
- Princesse, dévoilé le 13 avril 2016[22].

Clips de Feu Réédition :
- 7:77 AM, dévoilé le 7 novembre 2015[14].
- Le bruit de ma ville, dévoilé le 4 décembre 2015[16].
- Question d'honneur, dévoilé le 11 décembre 2015[17].
- Plume, dévoilé le 20 janvier 2016[18].
- Mal-aimé, dévoilé le 3 mars 2016[19].

## Liste des titres
| 1.    | Martin Eden                                     | Nekfeu, Hugz Hefner                                          | Nekfeu, DJ Elite | 4:55 |
| 2.    | Mon âme (featuring Sneazzy)                     | Nekfeu, Sneazzy, Oh Rare                                     | Nekfeu, DJ Elite | 4:27 |
| 3.    | Le horla                                        | Nekfeu, Juxebox                                              | Nekfeu, DJ Elite | 3:39 |
| 4.    | Nique les clones, Pt. II                        | Nekfeu, En'zoo                                               | Nekfeu, DJ Elite | 3:44 |
| 5.    | Rêve d'avoir des rêves                          | Nekfeu, Loubensky                                            | Nekfeu, DJ Elite | 4:56 |
| 6.    | Tempête                                         | Nekfeu, Hugz Hefner                                          | Nekfeu, DJ Elite | 3:18 |
| 7.    | Égérie                                          | Nekfeu, Hugz Hefner                                          | Nekfeu, DJ Elite | 3:30 |
| 8.    | Reuf (featuring Ed Sheeran)                     | Nekfeu, Pierrick Devin, Ed Sheeran, Superpoze                | Nekfeu, DJ Elite | 5:27 |
| 9.    | La moue des morts (featuring $-Crew)            | Nekfeu, Hologram Lo', Framal, Mekra, 2zer Washington         | Nekfeu, DJ Elite | 4:32 |
| 10.   | Laisse aller                                    | Nekfeu, Richie Beats                                         | Nekfeu, DJ Elite | 4:33 |
| 11.   | On verra                                        | Nekfeu                                                       | BLV              | 3:31 |
| 12.   | Ma dope (featuring S.Pri Noir)                  | Nekfeu, S.Pri Noir, 1upWorld                                 | Nekfeu, DJ Elite | 3:47 |
| 13.   | Jeux d'ombres (featuring Doums et Amber-Simone) | Nekfeu, Amber-Simone McNeil, Doums, Stwo                     | Nekfeu, DJ Elite | 3:49 |
| 14.   | Elle en avait envie                             | Nekfeu, Stwo                                                 | Nekfeu, DJ Elite | 3:27 |
| 15.   | Princesse (featuring Némir)                     | Nekfeu, En'zoo, Nemir                                        | Nekfeu, DJ Elite | 4:25 |
| 16.   | Risibles amours/Des astres                      | Nekfeu, Hologram Lo', Loubensky                              | Nekfeu, DJ Elite | 8:46 |
| 17.   | Point d'interrogation (featuring Alpha Wann)    | Nekfeu, Alpha Wann, Hologram Lo'                             | Nekfeu, DJ Elite | 3:39 |
| 18.   | Être humain (featuring Amber-Simone)            | Nekfeu, Meshak Moore, Marwan El Bergamy, Amber Simone McNeil | The ThundaCatz   | 4:50 |
| 79:14 |                                                 |                                                              |                  |      |

| Bonus Track(s) | Bonus Track(s)                    | Bonus Track(s)                 | Bonus Track(s)   | Bonus Track(s) | Bonus Track(s) | Bonus Track(s) | Bonus Track(s) | Bonus Track(s) | Bonus Track(s) |
| No             | Titre                             | Auteur                         | Producteur(s)    | Durée          |                |                |                |                |                |
| -------------- | --------------------------------- | ------------------------------ | ---------------- | -------------- | -------------- | -------------- | -------------- | -------------- | -------------- |
| 19.            | Nek le fenek [Bonus iTunes Track] | Nekfeu, Ugly & Durty & Juxebox | Nekfeu, DJ Elite | 3:08           |                |                |                |                |                |
| 20.            | Au cœur du G [Bonus Fnac Track]   | Nekfeu, Hugz Hefner            | Nekfeu, DJ Elite | 4:10           |                |                |                |                |                |
| 7:18           |                                   |                                |                  |                |                |                |                |                |                |

| Réédition | Réédition                                            | Réédition                                             | Réédition        | Réédition | Réédition | Réédition | Réédition | Réédition | Réédition |
| No        | Titre                                                | Auteur                                                | Producteur(s)    | Durée     |           |           |           |           |           |
| --------- | ---------------------------------------------------- | ----------------------------------------------------- | ---------------- | --------- | --------- | --------- | --------- | --------- | --------- |
| 1.        | 7:77 AM (featuring 86 Joon)                          | Nekfeu, 86 Joon, Mem's                                | Nekfeu, DJ Elite | 3:53      |           |           |           |           |           |
| 2.        | Plume                                                | Nekfeu, Pyramid                                       | Nekfeu, DJ Elite | 3:53      |           |           |           |           |           |
| 3.        | La ballade du Fremont (featuring Doums)              | Nekfeu, Doums, Hugz Hefner                            | Nekfeu, DJ Elite | 3:54      |           |           |           |           |           |
| 4.        | Question d'honneur (featuring $-Crew)                | Nekfeu, Framal, Mekra, 2zer Washington, Shabz Beatz   | Nekfeu, DJ Elite | 3:22      |           |           |           |           |           |
| 5.        | Deux-Trois (featuring 1995)                          | Nekfeu, Sneazzy, Alpha Wann, Fonky Flav', Hugz Hefner | Nekfeu, DJ Elite | 4:12      |           |           |           |           |           |
| 6.        | Les bruits de ma ville (featuring Phénomène Bizness) | Nekfeu, John Hash, Saïga Kartel, Hugz Hefner          | Nekfeu, DJ Elite | 4:28      |           |           |           |           |           |
| 7.        | Pars avec moi (featuring 1995)                       | Nekfeu, Areno Jaz, Sneazzy, Alpha Wann, Hugz Hefner   | Nekfeu, DJ Elite | 3:42      |           |           |           |           |           |
| 8.        | Mal-aimé                                             | Nekfeu, Diabi                                         | Nekfeu, DJ Elite | 3:51      |           |           |           |           |           |
| 9.        | Le horla (instrumental)                              | Juxebox                                               | DJ Elite         | 3:39      |           |           |           |           |           |
| 10.       | Martin Eden (instrumental)                           | Hugz Hefner                                           | DJ Elite         | 4:55      |           |           |           |           |           |
| 11.       | Nique les clones, Pt. II (instrumental)              | En'zoo                                                | DJ Elite         | 3:44      |           |           |           |           |           |
| 12.       | Égérie (instrumental)                                | Hugz Hefner                                           | DJ Elite         | 3:30      |           |           |           |           |           |
| 13.       | Reuf (instrumental)                                  | Pierrick Devin                                        | DJ Elite         | 5:27      |           |           |           |           |           |
| 14.       | On verra (instrumental)                              | BLV                                                   | BLV              | 3:31      |           |           |           |           |           |
| 15.       | Ma dope (instrumental)                               | 1upWorld                                              | DJ Elite         | 3:47      |           |           |           |           |           |
| 16.       | 7:77 AM (instrumental)                               | Mem's                                                 | DJ Elite         | 3:53      |           |           |           |           |           |
| 63:41     |                                                      |                                                       |                  |           |           |           |           |           |           |

## Titres certifiés
- Reuf (feat. Ed Sheeran)  Or [23]
- On verra  Diamant [24]

## Réception

### Accueil commercial
Un mois avant sa sortie, Feu occupe déjà la première place du top album sur iTunes.
Durant sa première semaine d'exploitation, l'album se vend à 35 944 exemplaires, dont 17 100 ventes physiques et 18 844 ventes digital, réalisant ainsi le meilleur démarrage de l'histoire du top téléchargements pour un premier album d'un artiste français. L'album est certifié disque d'or trois semaines après sa sortie, ayant donc atteint les 50 000 exemplaires vendus,. Puis, cinq mois après sa sortie, il est certifié disque de platine, avec 100 000 exemplaires vendus.
Durant la première semaine d'exploitation de la réédition de Feu, le projet s'est vendu à 14 000 exemplaires.
En Belgique, l'album est certifié disque d'or dix mois après sa sortie, avec 15 000 exemplaires vendus.
Feu s'est vendu à plus de 175 000 exemplaires en France. 2 ans après sa sortie, Feu accède à la certification ultime le 25 octobre 2017 : le disque de diamant, avec 500 000 exemplaires vendus.
Deux singles ont été certifiés or : On Verra et Reuf (en featuring avec Ed Sheeran).

### Accueil critique
Les critiques de son album sont très positives, tant dans la presse spécialisée que généraliste.
- Hype Soul : « Il est là, le talent de Nekfeu : être capable de donner les clefs aux novices d'une discipline qu'ils maîtrisent peu. Il apporte une touche de fraîcheur au rap français, qu'on n'avait plus aperçu depuis MC Solaar. Même si le jeune rappeur est l'artiste le plus écouté en France sur la plateforme de streaming musical Spotify, derrière cette nouvelle notoriété subsiste un jeune garçon humble qui garde la tête sur les épaules grâce à ses proches. Reconnaissant envers son public, il n'hésite pas à leur offrir une proximité, à travers les réseaux sociaux et surtout grâce à sa musique. On aime ! »[33].
- TheWebTape : « Pour un album indépendant, la couverture médiatique de Nekfeu n'est pas négligeable : le Before du Grand Journal, un portrait dans Le Monde, des interviews un peu partout, une émission littéraire sur France Inter, etc. Tous ces éléments ont contribué à faire monter la pression autour de l'album, attendu au tournant par le public, la critique, et les haters de cette nouvelle vague. Et si, par moments, cet album est déroutant voire agaçant, il est globalement plus que réussi. […] Nek le Fennek nous gratifie d'une bonne première livraison, avec une prise de risque assumée. »
- Avisdupublic.net : « Nekfeu a cette capacité à contenter les différents "types" de rap. Un rap plus sympa, plus convivial, comme par exemple On verra, Princesse ou Reuf à un rap plus "underground" avec Nique les clones, Pt. II, Tempête, Le horla. Celui-ci lui permet de toucher un public beaucoup plus large, qu'il soit addict du rap ou seulement adepte occasionnel. Nous retrouvons finalement un excellent premier album solo pour Nekfeu. Du texte et encore du texte, dont de potentiels futurs classiques. Feu a tenu ses promesses […] et a réussi à combler l'attente des fans de l'artiste. »[34].
- Le Bon Son : « Nekfeu a tenté quelque chose et amène le rap autre part. […] Aussi dérangeant cela soit-il, on ne peut que le remercier de mettre souvent en avant d'autres rappeurs moins connus, lui qui dispose d'une visibilité élargie au-delà de l'auditorat habituel. On conclura à la suite de l'écoute que bien qu'il ait percé, Nekfeu reste authentique. C'est ce qui le distingue de la masse des rappeurs à succès, et on espère le voir encore traîner dans l'underground car c'est indiscutablement là qu'il a sa place, parmi les rappeurs qui ont quelque chose à dire, et qui ne se contentent pas de troquer le fond pour la forme. Nekfeu a les deux. Et à ce qu'on a pu voir dans cet album : le cœur en plus. »[37].

Avec cet LP, Nekfeu gagne le prix d'« Album de musique urbaine de l'année » lors de la 31e cérémonie des Victoires de la musique.

## Classements et certifications
| Classement (2015)            | Meilleure position | Certification |
| ---------------------------- | ------------------ | ------------- |
| Belgique (Flandre Ultratop)  | 65                 | Or            |
| Belgique (Wallonie Ultratop) | 2                  | Or            |
| France (SNEP)                | 3                  | Diamant,      |
| Suisse (Schweizer Hitparade) | 5                  | —             |

## Dans les médias
L'instrumentale de Nique les clones sert de générique à l'émission Du Grain à moudre sur France Culture.